# Coronavírus humano HKU1
Coronavírus humano HKU1 (HCoV-HKU1, Human coronavirus HKU1) é uma espécie de coronavírus originário de ratos infectados. O coronavírus infectante é um vírus envelopado de sentido positivo, com RNA fita simples que entra na célula hospedeira por ligação ao receptor ácido N-acetilneuramínico. O vírus possui o gene da Hemaglutinina esterase (HE), que o distingue como um membro do gênero Betacoronavírus e subgênero Embecovírus. Foi descoberto em janeiro de 2005 em dois pacientes em Hong Kong.

## História
O HCoV-HKU1 foi identificado pela primeira vez em janeiro de 2005, em um homem hospitalizado de 71 anos de idade que tinha desconforto respiratório agudo e pneumonia bilateral confirmada radiograficamente. O homem havia retornado recentemente a Hong Kong de Shenzhen, China.

## Virologia
Woo, et al., não tiveram sucesso em suas tentativas de cultivar uma linha celular a partir do HCoV-HKU1, mas foram capazes de obter a sequência genômica completa. A análise filogenética mostrou que o HKU1 está mais intimamente relacionado ao vírus da hepatite do camundongo (MHV) e é distinto nesse aspecto dos outros betacoronavírus humanos conhecidos, como o HCoV-OC43.